# Karancsalja
Karancsalja je vas na Madžarskem, ki upravno spada pod podregijo Salgótarjáni Županije Nógrád.